# Tubanding
Tubanding är en ort i Gambia. Den ligger i regionen Upper River, i den östra delen av landet, 290 km öster om huvudstaden Banjul. Antalet invånare var 166 vid folkräkningen 2013.